# Ibon Navarro
Ibon Navarro Pérez de Albéniz (Álava, 30 aprile 1976) è un allenatore di pallacanestro spagnolo.

## Palmarès
- Copa del Rey: 2

Málaga: 2023, 2025
- Supercoppa spagnola: 1

Málaga: 2024
- Basketball Champions League: 2

Málaga: 2023-2024, 2024-2025
- Coppa Intercontinentale: 1

Málaga: 2024
- Liga catalana: 2

Andorra: 2018, 2020